# Encuesta Continua de Presupuestos Familiares
La Encuesta Continua de Presupuestos Familiares (ECPF) es elaborada por el Instituto Nacional de Estadística (INE) cada trimestre, unificando desde 1997 a la anterior ECPG y a la Encuesta Básica de Presupuestos Familiares.
La finalidad es aproximarse estadísticamente a las distintas ponderaciones de los hábitos de consumo de los hogares españoles para posteriormente estudiar la evolución de estos precios y elaborar así el Índice de Precios al Consumo (IPC). Desde enero de 2001 esta encuesta clasifica en doce grupos, frente a los ocho anteriores, los distintos bienes y servicios consumidos, adaptándose de esta forma a la normativa COICOP (Classification Of Individual Consumption by Purpose) de Naciones Unidas:
1. Alimentos y bebidas no alcohólicas
2. Bebidas alcohólicas y tabaco
3. Vestido y calzado
4. Vivienda
5. Menaje
6. Medicina
7. Transporte
8. Comunicaciones
9. Ocio y cultura
10. Enseñanza
11. Hoteles, cafés y restaurantes
12. Otros

Estos grupos se dividen a su vez en 37 subgrupos, 80 clases y 117 subclases, llegando el estudio hasta 484 artículos. Las ponderaciones con las que elaborar el IPC se revisan anualmente.
Desde 2006, la Encuesta de Presupuestos Familiares (EPF), de periodicidad anual, sustituye a la ECPF.